# Dumasia bicolor
Dumasia bicolor är en ärtväxtart som beskrevs av Bunzo Hayata. Dumasia bicolor ingår i släktet Dumasia och familjen ärtväxter. Inga underarter finns listade i Catalogue of Life.